# Kaskady Rodła

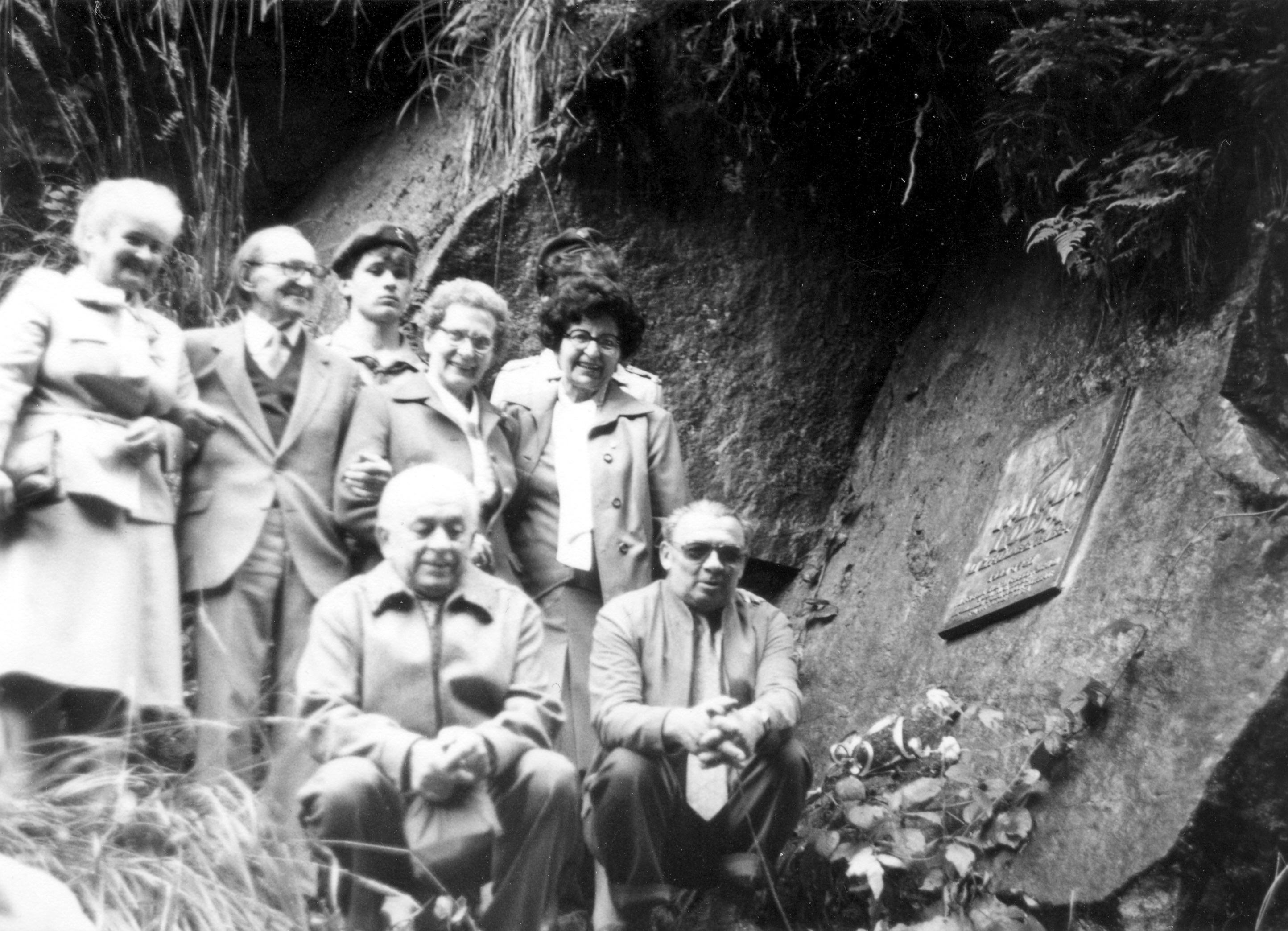
19 IX 1987 – nadanie imienia Rodła kaskadom na Białej Wisełce

Kaskady Rodła – zespół ok. 25 naturalnych wodospadów i progów rzecznych na Białej Wisełce, w dzielnicy miasta Wisła (Wisła Czarne), na północno-zachodnich stokach Baraniej Góry w Beskidzie Śląskim.
Formalnie Kaskady znajdują się na potoku Wątrobnym, który dopiero za tzw. Wrotami J. Kubisza łączy się z potokiem Roztocznym i powstaje właściwa Biała Wisełka, ale potok Wątrobny uważany jest za jej główny ciek źródłowy.
Wysokość wodospadów w tym miejscu wynosi od 0,5 do 5 metrów (dwa największe wodospady są w odcinku górnym i mają 3,5 oraz 5 metrów wysokości), natomiast nachylenie koryta od 8 do 10%. Są to najwyższe wodospady Beskidu Śląskiego. U podnóża wodospadów znajdują się wyżłobione kotły eworsyjne. Odsłaniające się w progach wodospadów skały reprezentują tzw. flisz karpacki, wykształcony w dwojaki sposób: niżej położone progi rozwinięte są na tzw. warstwach godulskich (drobnoławicowy piaskowiec godulski i łupki), natomiast wyżej położone progi założone są na tzw. warstwach istebniańskich (masywne piaskowce i zlepieńce) – te wodospady są wyższe i atrakcyjniejsze (właściwe Kaskady Rodła).
Powstanie kaskad związane jest przede wszystkim z erozyjną działalnością potoku (erozja denna i erozja wsteczna) oraz z odpowiednim ułożeniem warstw skalnych podłoża względem kierunku przepływu wody.
Pomysłodawcą nadania nazwy „Kaskady Rodła” był Jan Krop, ówczesny przewodniczący Towarzystwa Miłośników Wisły. Uroczystość nadania nazwy wodospadom Białej Wisełki odbyła się 19.IX.1987 r. w 65. rocznicę powstania Związku Polaków w Niemczech. Uczestniczyło w niej m.in. 16 członków ZPwN, w tym Edmund Osmańczyk – były przewodniczący Związku, a później jego kronikarz. Organizatorami uroczystości były: Towarzystwo Miłośników Wisły, Macierz Ziemi Cieszyńskiej, Opolskie Towarzystwo Kulturalno-Oświatowe i wiślański Oddział PTTK.
Przy wodospadach znajduje się punkt 22 ścieżki dydaktycznej. Ścieżka pokrywa się w tym miejscu z niebieskim  szlakiem turystycznym z Wisły Czarne na Baranią Górę.